# Compsophorus mirandus
Compsophorus mirandus är en stekelart som beskrevs av Henri Saussure 1892. Compsophorus mirandus ingår i släktet Compsophorus och familjen brokparasitsteklar. Inga underarter finns listade i Catalogue of Life.